# Modène
Modène település Franciaországban, Vaucluse megyében. Lakosainak száma 461 fő (2022. január 1.). Modène Caromb, Crillon-le-Brave, Mazan és Saint-Pierre-de-Vassols községekkel határos.

## Népesség
A település népességének változása:
| Lakosok száma | 447  | 454  | 460  | 453  | 457  | 465  | 467  | 464  | 461  |
|               | 2013 | 2015 | 2016 | 2017 | 2018 | 2019 | 2020 | 2021 | 2022 |